# Piasczanka (rejon mohylewski)
Piasczanka (biał. Пясчанка; ros. Песчанка) – wieś na Białorusi, w obwodzie mohylewskim, w rejonie mohylewskim, w sielsowiecie Kniażyce.